# Johan von Hermansson

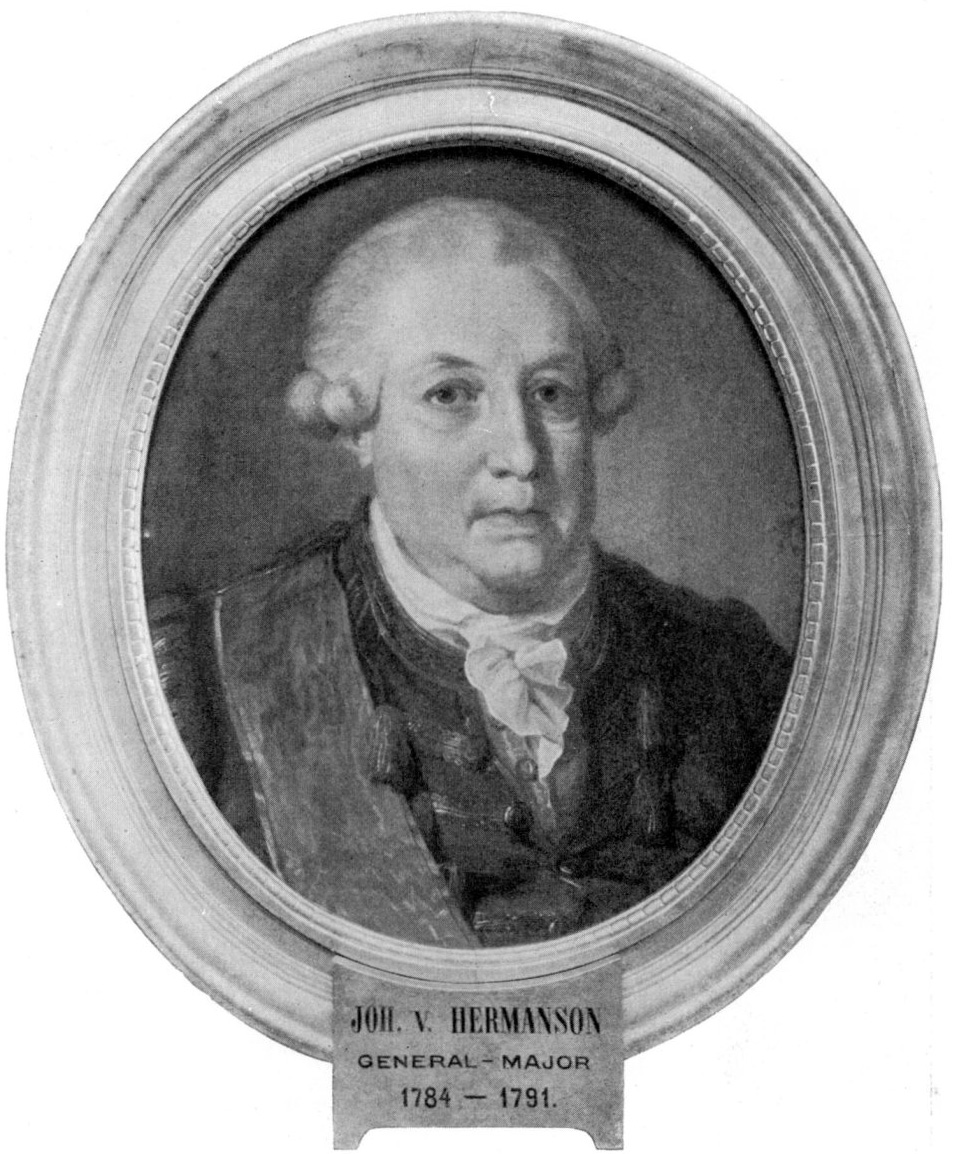
Johan von Hermansson. Oljemålning.

Johan von Hermansson, född 8 mars 1726 i Uppsala, död 19 november 1793 på Rynge nära Ystad, var en svensk fortifikationsofficer.

## Biografi
Johan von Hermansson var son till Johan Hermansson och Margareta Steuch, dotter till ärkebiskop Mattias Steuchius från Bureätten.
Hermansson antogs 1741 som volontär vid Fortifikationen, adlades jämte sina syskon 1744 och utnämndes 1746 till konduktör med placering vid Skånska fortifikationsbrigaden. För att vidareutbilda sig inträdde han samma år som löjtnant i fransk tjänst och deltog i marskalkens av Sachsen fälttåg i Nederländerna 1747 och 1748. År 1756 fick han majors grad, deltog på österrikisk sida i kampen mot preussarna 1757 och tjänstgjorde efter hemkomsten i svenska Pommern, där han utmärkte sig vid försvaret av Malchin.
Efter krigets slut fortsatte han sin flera år före dess utbrott påbörjade tjänstgöring vid fästningsbyggnaden vid Landskrona. År 1766 blev han överste vid Fortifikationen, 1778 generalmajor samt 1784 generalkvartermästare och direktör för Fortifikationen. Vid Gustav III:s ryska krigs utbrott (1788) medföljde han kungen till Finland och deltog senare på året i förstärkandet av Göteborgs försvar och var tillförordnad kommendant vid krigsoroligheterna. Han fick därefter ansvaret för den svenska skärgårdens befästande. Han ledde med framgång fästningsbyggnaderna i bland annat Landskrona, Kristianstad och Karlskrona samt Tavastehus, Sveaborg och Svartholm.
År 1791 tog han avsked ur krigstjänsten. År 1790 valdes han till ledamot av Vetenskapsakademien.
von Hermansson var gift med friherrinnan Christina Gyllenkrook.